# Jacques Guerlain
Jacques Guerlain (1874 – 1963) è stato un profumiere francese, figlio di Gabriel Guerlain, e nipote di Pierre François Pascal Guerlain, fondatore del marchio Guerlain.
Rilevò il ruolo di capo profumiere dell'azienda di famiglia al posto dello zio Aimé Guerlain, quando questi fu costretto a lasciare per motivi di salute. Per anni Jaques era stato assistente di Aimé, che aveva creato il profumo Jicky in suo onore.
Jacques Guerlain ha creato alcuni dei più celebri profumi della maison Guerlain, come Mitsouko, Shalimar e L'Heure Bleue. Il profumo più famoso di Guerlain, Shalimar, tuttavia nacque in seguito ad un incidente. Infatti Guerlain riversò accidentalmente il contenuto di un flacone di vanillina in un flacone del profumo Jicky. Il risultato fu appunto la base per la creazione di Shalimar.
Ernest Beaux è citato per aver detto di Jacques Guerlain, "Quando io utilizzo la vaniglia, faccio il crème caramel; quando lui utilizza la vaniglia, fa Shalimar."

## Principali profumi creati[3]
Guerlain
- Apres L'Ondee (1906)
- Cachet Juane (1937)
- Champs Elysees (1904)
- Djedi
- Elixir (1923)
- Guerlarose (1930)
- Guerlilas (1930)
- Jasmin (1928)
- Jasmiralda (1917)
- Kadine (1911)
- Le Jardin de Mon Cure (1895)
- Le Quai Aux Fleurs (1948)
- L'Heure Bleue (1912)
- Liu (1929)

- Mitsouko (1919)
- Mouchoir de Monsieur (1904)
- Muguet (1906)
- Ode (1955)
- Pois de Senteur (1917)
- Quand Vient L'Ete (1910)
- Shalimar (1925)
- Sillage
- Sous Le Vent (1933)
- Une Rose
- Vega (1936)
- Viola Pourquoi J'Aimais Rosine (1900)
- Violette Madame (1901)
- Vol de Nuit (1933)